# League of American Orchestras
Die League of American Orchestras (Vereinigung amerikanischer Orchester), bis Herbst 2007 unter dem Namen American Symphony Orchestra League (ASOL) bekannt (deutsch: Bund Amerikanischer Symphonieorchester) ist eine am 21. Mai 1942 gegründete Vereinigung zur Unterstützung von Orchestern in den USA. Hauptsitz der ASOL ist in New York, NY. In Washington, D.C. hat sie ein Büro.
Die ASOL ist ein Netzwerk zur Interessenvertretung ihrer Mitglieder in der Öffentlichkeit und gegenüber Geschäftspartnern. Mitglieder der ASOL können Symphonie-, Kammer-, Jugend- oder Studentenorchester jeder Größe werden. Im Jahr 2005 hatte die ASOL etwa 1000 Mitglieder.

## Geschichte
Die Gründung der ASOL fand auf Initiative von Leta G. Snow (1880–1980) statt, der Gründerin und Leiterin des seit 1921 existierenden "Kalamazoo Symphonyorchesters".
Snow wollte den Austausch von Erfahrungen und Informationen mit anderen „bürgerlichen“ Orchesterleitern fördern.
Am Gründungstreffen 1942 in Chicago nahmen 23 Personen teil. Unmittelbar nach der Gründung traten weitere 40 Orchester aus 17 US-Bundesstaaten der ASOL bei. Als erste Vereinszeitung erschien von Oktober 1942 bis 1948 ein Inter-Orchester Bulletin. Das mittlerweile zweimonatlich erscheinende Vereinsmagazin „Symphonie“ ist der unmittelbare Nachfolger des ersten Vereinsblattes.
In den Jahren 1950/51 erreichte die ASOL die Rücknahme des während des Zweiten Weltkriegs eingeführten 20%igen Aufschlags auf alle Konzertkarten in den Vereinigten Staaten. Die erfolgreiche Kampagne festigte die Rolle der ASOL als Vertreterin der US-amerikanischen Orchester. Sie wurde von Helen M. Thompson geleitet, die 1950 zur ersten hauptamtlichen Präsidentin der Organisation berufen wurde.
Mitte der 1950er Jahre startete die ASOL erste Weiterbildungsveranstaltungen zu künstlerischen Themen, aber auch zur Unterstützung in Fragen des Konzertmanagements und für Freizeitorchester.
Die ASOL arbeitet mit verschiedenen künstlerischen Organisationen zusammen, wir zum Beispiel mit dem „Amerikanischen Kunstrat“, der „Vereinigung der Musikkritiker“ und der „Dirigentenkammer“. Das Repertoire der symphonischen Orchester wird mittlerweile in der Datenbank „OLIS“ geführt.
Seit ihren Anfängen wird die ASOL von vielen Freiwilligen unterstützt. 1964 wurde ein „Frauenrat“ ins Leben gerufen, der 1980 zum „Freiwilligenrat“ wurde. 1998 wurden die Satzungen der ASOL dahingehend geändert, dass nunmehr sämtliche freien Zusammenschlüsse von Musikern auch Mitglied der ASOL werden können. 1975 gründete die ASOL die „Abteilung Jugendorchester“, welche mittlerweile 193 Jugendorchester als Mitglieder hat, ihre eigene Zeitschrift herausgibt und spezifische Veranstaltungen und Dienstleistungen für diese Gruppe bietet.
Seit 1965 vertritt die ASOL ihre Mitglieder auch in Rechtsstreitigkeiten. Sie erreichte 1981 die Gründung einer staatlichen Abteilung für Kunstfragen.
Als siebter Präsident der ASOL wurde 1997 Charles S. Olton berufen. Unter seiner Führung wurde 1999 die Orchestra Leadership Academy (deutsch: Akademie für Orchesterleitung) gegründet.
2000 wurde ein Projekt zur Untersuchung der Motivation von Konzertbesuchern gestartet. Als eines der Ergebnisse dieses Projekts erscheint seit 2002 ein neues Magazin für Konzertbesucher. Außerdem wird das Fernsehen verstärkt genutzt, um Orchester zu präsentieren, wie überhaupt die gesamte Öffentlichkeitsarbeit an das Verhalten der Konzertbesucher angepasst wurde.
Im Juli 2003 wurde Henry Fogel achter Präsident, er hatte bis dahin 18 Jahre lang die Chicago Symphony Orchestra Association (deutsch: Vereinigung der Symphonieorchester Chicagos) geführt.